# Acroneuria prolonga
Acroneuria prolonga är en bäcksländeart som beskrevs av Peter Walter Claassen 1937. Acroneuria prolonga ingår i släktet Acroneuria och familjen jättebäcksländor. Inga underarter finns listade i Catalogue of Life.